# Rifugio Jean-Antoine Carrel
Das Rifugio Jean-Antoine Carrel (ital.) Refuge Jean-Antoine Carrel (frz.) ist eine Schutzhütte im Aostatal in den Walliser Alpen. Sie liegt in einer Höhe von 3830 m s.l.m. im Seitental Valtournenche am Liongrat (frz. Arête du lion) des Matterhorns innerhalb der Gemeinde Valtournenche. Die Hütte wird nicht bewirtschaftet, ist aber ganzjährig geöffnet und bietet 50 Bergsteigern Schlafplätze. Sie liegt auf dem italienischen Normalweg zum Matterhorn.

## Aufstieg
Der Aufstieg zur Hütte beginnt in Breuil-Cervinia und führt zunächst zur Duca degli Abruzzi-Schutzhütte, die man nach rund 1¾ Stunden passiert. Nach weiteren 4¼ und insgesamt 6 Stunden erreicht man schließlich auf einem im Schlussanstieg anspruchsvollen Weg (Schwierigkeit D) die Carrel-Schutzhütte.

## Geschichte
Bereits im Jahr 1905 wurde nur unweit der heutigen Stelle das Luigi Amedeo di Savoia-Biwak errichtet. Die Ursprünge der heutigen Hütte gehen auf das Jahr 1969 zurück. Dieses Gebäude wurde in den Jahren 2002–2003 erweitert und befindet sich seither im heute bekannten Zustand. Die Hütte wurde dem Bergsteiger Jean-Antoine Carrel gewidmet. In der Sommersaison 2024 war die Hütte wegen Renovierungsarbeiten geschlossen.
Das alte Luigi Amedeo di Savoia Biwak wurde abgebaut, ins Tal transportiert und dient heute als Museum, Büro sowie als Notunterkunft. Die Hütte dient nahezu ausschließlich der Besteigung des 4478 m hohen Matterhorns über den Lion-Grat.